# Cikadu (Cibitung)
Cikadu is een bestuurslaag in het regentschap Pandeglang van de provincie Banten, Indonesië. Cikadu telt 3177 inwoners (volkstelling 2010).